# Cryptoblepharus novaeguineae
Cryptoblepharus novaeguineae (новогвінейський змієокий сцинк) — вид сцинкоподібних ящірок родини сцинкових (Scincidae). Ендемік Нової Гвінеї.

## Поширення і екологія
Новогвінейські змієокі сцинки відомі з кількох місцевостей, розташованих на Новій Гвінеї, а також на островах Ару. Вони живуть в прибережних заростях і вторинних тропічних лісах, на висоті до 100 м над рівнем моря. Внедуть вторинний спосіб життя.